# Xã Ridgely, Quận Nicollet, Minnesota
Xã Ridgely (tiếng Anh: Ridgely Township) là một xã thuộc quận Nicollet, tiểu bang Minnesota, Hoa Kỳ. Năm 2010, dân số của xã này là 115 người.